# Torre Bonnet
La Torre Bonnet, anche nota come Corso Como Place, è un grattacielo di Milano situato in via Nino Bonnet al civico 10.

## Storia
L'edificio venne eretto dalla Pirelli negli anni 1950 secondo il progetto della squadra composta dagli architetti Francesco Diomede, Giuseppe e Carlo Rusconi Clerici. In seguito, il complesso è stato per anni sede di Unilever, venendo dismesso nel 2008 e infine acquistato da COIMA nel 2016, la quale ne ha promosso la ristrutturazione a cura dello studio di architettura londinese PLP Architecture. Come annunciato a 2019, a lavori conclusi la torre è stata locata alla società di consulenza Accenture, diventandone la nuova sede milanese.

## Descrizione
Il complesso si compone dalla torre vera e propria, che raggiunge un'altezza di 70 metri per 21 piani, e da un podio di quattro piani ad uso misto commerciale e uffici.